# Joan Balmes i Benedicto
Joan Balmes i Benedicto (Sabadell, 25 de novembre de 1915 - 4 de juny de 2004) fou un fotoreporter català.

## Biografia
Era fill de Martí Balmes Romaní i de Teresa Benedicto Herrero, la qual morí quan Joan era petit. El seu pare es va casar de nou amb Hermínia Llivina Sallès. De molt jove entrà a treballar a l'empresa Tamburini & Colomer, on feu primer d'escrivent i després de comptable. Al començament de la dècada del 1930 va agafar tuberculosi i el van traslladar a la Cerdanya per recuperar-se. És en aquest moment que s'aficiona a la fotografia, potser gràcies a l'amistat amb els fotògrafs sabadellencs Pere Monistrol i Masafret i Francesc Casañas i Riera. No han arribat fins avui les seves primeres fotografies amb negatius de placa de vidre; les primeres de les quals hi ha constància són del 1933. Per la guerra va estar internat al camp de concentració de Santoña. El 1942 es va casar amb Neus Novell Riba, amb la qual va tenir cinc fills.
Del 1933 al 1944 va exercir de fotògraf com a aficionat. A partir del 1944 ja va exercir com a fotògraf professional amb llicència i va introduir els 35 mm. En hores que no treballava de comptable es dedicava a fotografiar casaments, bateigs, comunions i actes de la vida social i esportiva de Sabadell i les poblacions properes. No tenia per objectiu fer fotografia artística, sinó aconseguir un sobresou per tirar endavant la família. Anava a les esglésies locals i al Registre Civil i demanava llistes de casaments i naixements per poder-se oferir com a fotògraf. La majoria de clients eren dels barris del Centre i la Creu Alta. Feu també reportatges de tema teatral –al Teatre La Faràndula i el Teatre Alcázar– i esportiu –al Centre d'Esports Sabadell, Arraona i Mercantil–, com també de la vida social i cultural de la ciutat.

## El fons Joan Balmes
El fons Joan Balmes s'ha conservat completament. Consta de 2.000 negatius en suport paper i cel·luloide del període 1933-1944 –el 90% dels quals quantificats, datats i descrits en origen per l'autor– i de 83.319 negatius en 35 mm fets entre 1944 i 1965. També hi ha les llibretes en què Balmes anotava totes les feines que feia. Martí Balmes, fill del fotògraf va cedir el fons a l'Arxiu Històric de Sabadell a fi que es digitalitzés i se'n facilités la consulta.
L'any 2014, el Museu d'Història de Sabadell va organitzar l'exposició "Realitats: Joan Balmes Benedicto, 1915-2014". A partir de l'exposició, uns quants sabadellencs s'han trobat regularment al Museu per identificar les moltes persones que apareixen a les fotografies de Balmes, la qual cosa ha permès identificar-ne ja més de 9.000.